# Anare Mountains

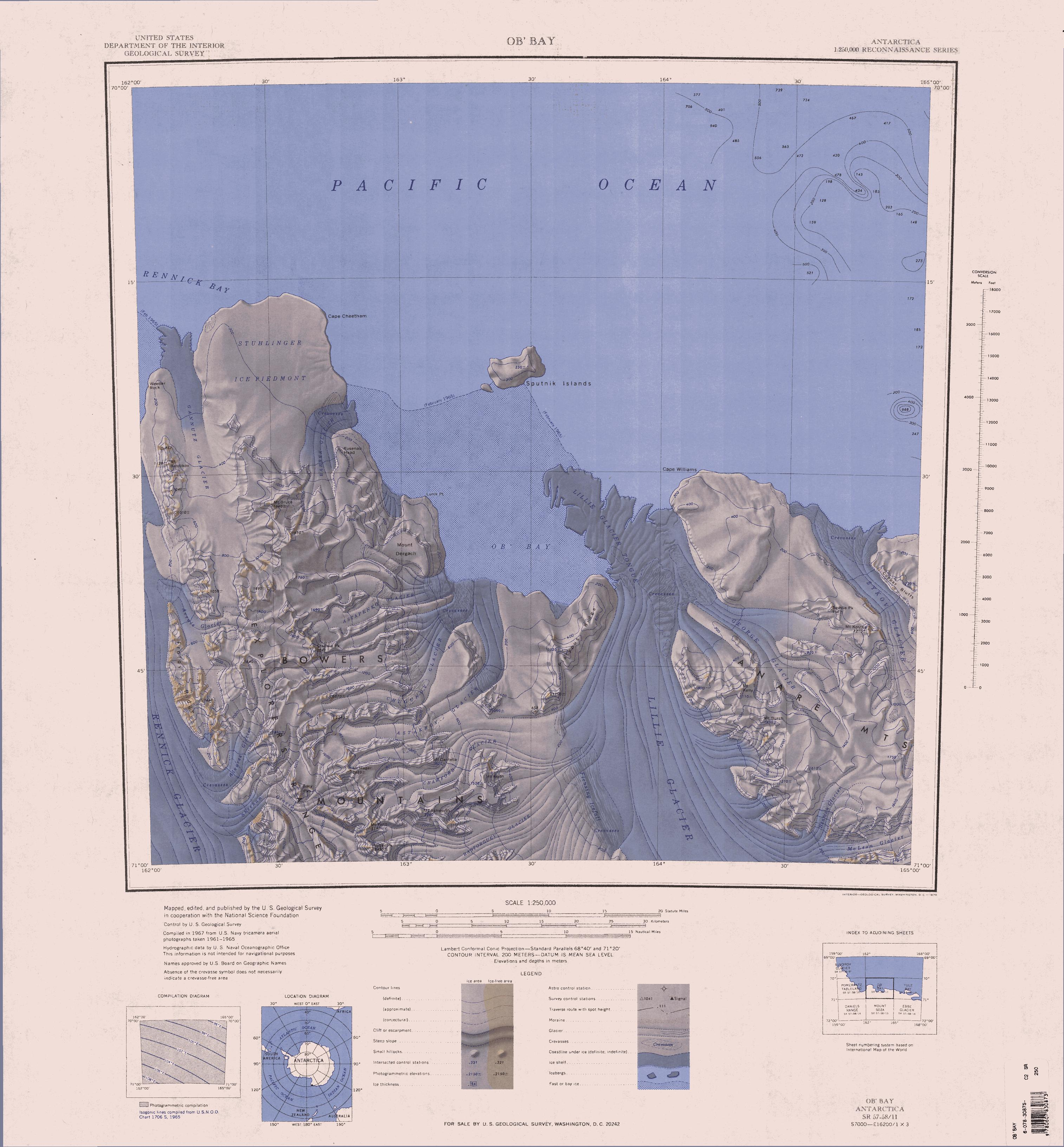
Nordwestteil der Anare Mountains im Südosten der Karte
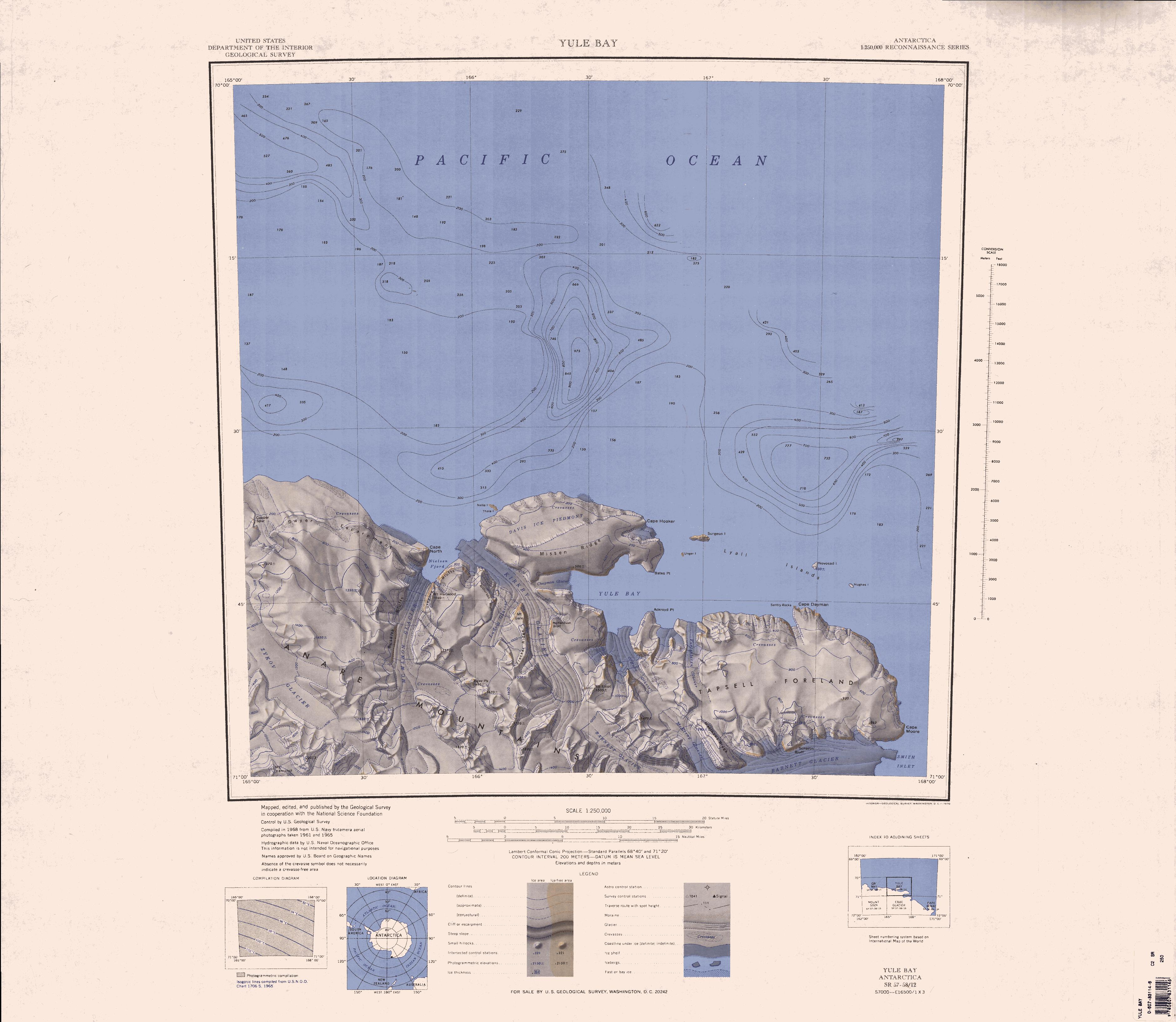
Nordostteil der Anare Mountains im Süden der Karte

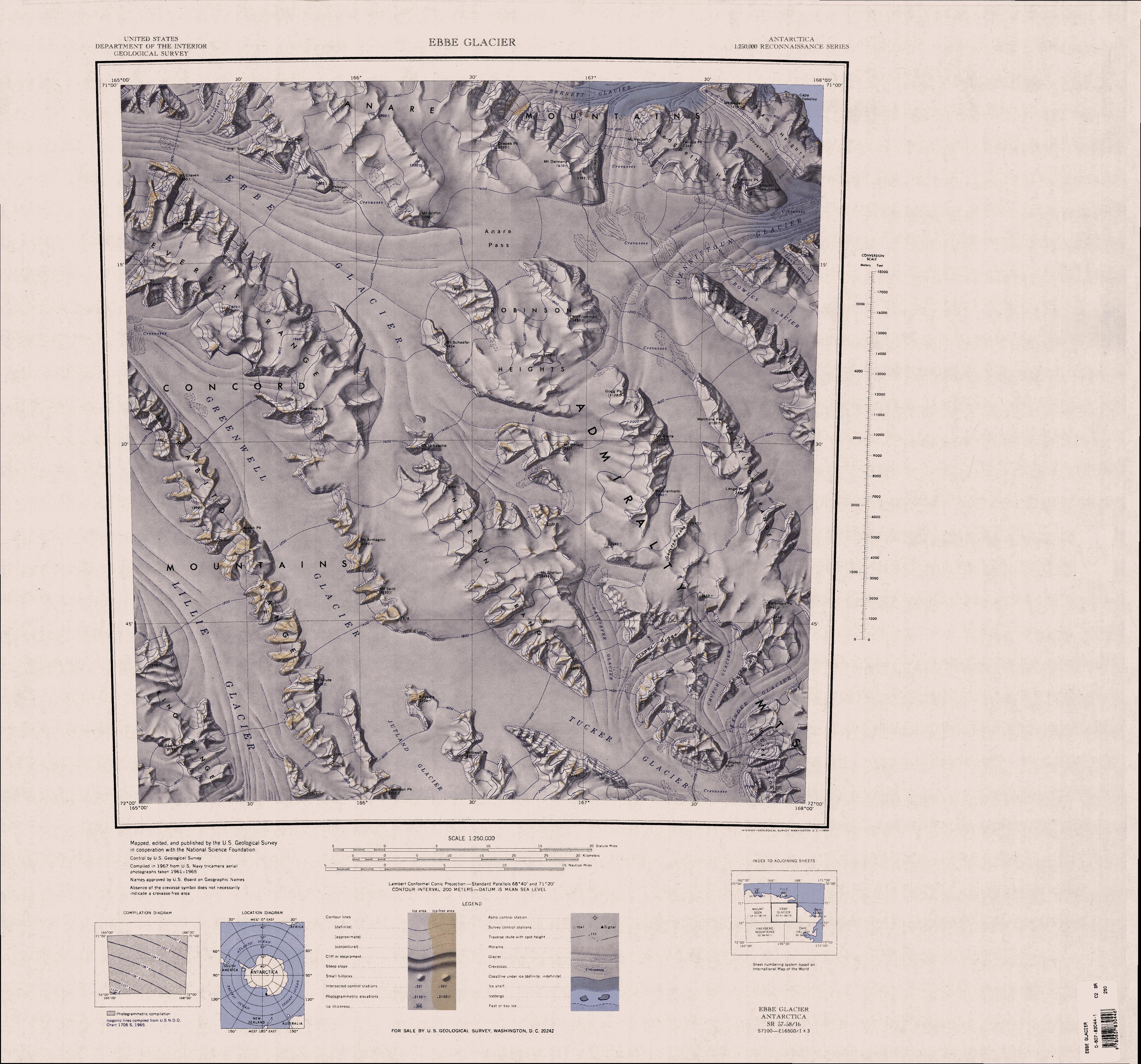
Südteil der Anare Mountains im Norden der Karte

Die Anare Mountains sind eine Gebirgskette an der Nordküste von Viktorialand in der Antarktis.

## Lage
Die Anare Mountains werden im Norden und Osten vom Pazifischen Ozean, im Westen vom Lillie-Gletscher und im Süden vom Ebbe- und vom Dennistoun-Gletscher begrenzt. Höchster Berg ist mit 2090 m der Drabek Peak. Weitere wichtige Berge in den Anare Mountains sind der Mount Kelly mit 1110 m und der Mount Burch mit 1400 m Höhe.

## Geologie
Geologisch werden die Anare Mountains zur Robertson Bay Group gerechnet, einer Abfolge großflächig gefalteter Grauwacken und gespaltener Tonschiefer, die sich von den Bowers Mountains im Westen bis zur Robertson Bay und zum Tucker Glacier im Osten erstreckt. Die Faltung in den Anare Mountains ist hierbei enger als in den übrigen Bereichen der Robertson Bay Group.

## Geschichte
Die erste Entdeckung des Gebirges erfolgte durch James Clark Ross im Jahr 1841. Die erste fotografische Erfassung des Gebirges erfolgte 1946/47 durch die Operation Highjump der US-Marine, eine weitere Erforschung und Vermessung durch das United States Geological Survey 1962/63 mit Hilfe von Hubschraubern. Benannt wurde das Gebirge von Teilnehmern einer von 1963 bis 1964 durchgeführten Kampagne im Rahmen der New Zealand Geological Survey Antarctic Expedition nach einer der Australian National Antarctic Research Expeditions (ANARE), die 1962 unter der Leitung von Phillip Law stattfand und die Küste erforschte.